# Парадокс (журнал)
Парадокс: Журнал історичної та спекулятивної фантастики (англ. Paradox: The Magazine of Historical and Speculative Fiction) (також відомий як Paradox Magazine або просто Paradox) — це літературний журнал, що публікував оригінальні короткі твори історичної художньої літератури в усіх її формах, аж до довжини новели. До його матеріалів входили як основна історична література, так і жанрові твори з історичними темами, наприклад, альтернативна історія, історичні детективи, історичне фентезі, горор у певний період, подорожі в часі, легенди про Артура та перекази міфів. Також журнал включав оригінальну історичну поезію, рецензії на історичні романи та фільми, а також інтерв'ю з видатними авторами історичних романів.

## Історія та профіль
Paradox почав видаватися як щоквартальний журнал у квітні 2003 року і до січня 2004 року дотримувався цього графіка. Пізніше випуск перейшов на піврічний розклад. Хоча «Paradox» був друкованим виданням, у січні 2004 року редактор експериментував із публікацією бонусного онлайн-випуску. 12 травня 2009 року, з випуском тринадцятого номера, редактор оголосив, що «Paradox» припиняє друкуватися; планується випуск антологій через Paradox Publications, а також можлива поява журналу в онлайн-форматі.
Однією з унікальних естетичних особливостей журналу було використання історичних художніх робіт. Окрім нових ілюстрацій, створених спеціально для супроводу оповідань, «Paradox» часто використовував доречні картини або фотографії минулих митців. У журналі можна було побачити старовинні портрети, фотографії часів Громадянської війни в США або Першої світової війни, а також роботи таких художників, як Лоуренс Альма-Тадема, Джордж Беллоуз, Вільям Бугро, Чон Сон, Гюстав Доре, Рудольф Ернст, М. К. Ешер, Жан-Леон Жером, Джон Вільям Годвард, Франсіско-Хосе де Гоя, Девід Робертс, Анрі Тулуз-Лотрек, Вільям Тернер, Вінсент ван Гог, Джордж Фредерік Воттс і Ву Гусян, серед багатьох інших.
Дві історії, опубліковані у 2006 році в Paradox, увійшли до списку фіналістів премії Сайдвайз за альтернативну історію (англ. Sidewise Award for Alternate History)]]: «O, Pioneer» Майї Кетрін Бонгофф і «The Meteor of the War» Ендрю Тісберта. Ще одна історія, опублікована у 2008 році, була рекомендована до премії Nebula: «Такер вчить Клокі злягатися» (англ. Tucker Teaches the Clockies to Copulate) Девіда Еріка Нельсона.
Оповідання «Чарівник Макатави» (англ. The Wizard of Macatawa) Тома Дойла, опубліковане в 11-му номері Paradox (осінь 2007 року), здобуло премію «WSFA Small Press Award» у 2008 році.

## Редактор
Крістофер М. Севаско — редактор і видавець з 2003 року.

## Опубліковані автори
Журнал «Paradox» друкував як новачків, так і відомих професійних письменників. Серед найвідоміших авторів, що співпрацювали з журналом, були:
- Черіт Болдрі (англ. Cherith Baldry)
- Майя Катрін Бонгофф (англ. Maya Kaathryn Bohnhoff)
- Марі Бреннан (англ. Marie Brennan)
- Бренда Клаф (англ. Brenda Clough)
- Джефф Крук (англ. Jeff Crook)
- Пол Фінч (англ. Paul Finch)
- Чарльз Колман Фінлей (англ. Charles Coleman Finlay)
- Юджі Фостер (англ. Eugie Foster)
- Сара Хойт (англ. Sarah Hoyt)
- Сара Монетт (англ. Sarah Monette)
- Річард Мюллер (англ. Richard Mueller)
- Даррелл Швейцер (англ. Darrell Schweitzer)
- Браян Стейблфорд (англ. Brian Stableford)
- Адам Стемпл (англ. Adam Stemple)
- Соня Тафф (англ. Sonya Taaffe)
- Стів Расник Тем (англ. Steve Rasnic Tem)
- Джеймс Ван Пелт (англ. James Van Pelt)
- Керрі Вон (англ. Carrie Vaughn)
- Джек Уайт (англ. Jack Whyte)
- Джейн Йолен (англ. Jane Yolen)

## Інтерв'ю з авторами
У журналі регулярно друкували інтерв'ю з авторами історичних романів і письменниками. Серед опитаних були такі відомі автори, як:
- Пірс Ентоні (англ. Piers Anthony)
- Кевін Бейкер (англ. Kevin Baker)
- Бернард Корнвелл (англ. Bernard Cornwell)
- Карін Ессекс (англ. Karen Essex)
- Лоїс Тілтон (англ. Lois Tilton)
- Конні Вілліс (англ. Connie Willis)

## ISSN
Зареєстровано як ISSN 1548-0593 у Бібліотеці Конгресу США.